# خوش‌نگاه‌ها
خوش‌نگاه‌ها (نام علمی: Abroscopus) نام یک سرده از تیره سسکیان است.